# Brent Pelham
Brent Pelham is een civil parish in het Engelse graafschap Hertfordshire.